# Manuel Fernández Castrillón
Manuel Fernández Castrillón (178?–1836) – meksykański generał w XIX wieku, adiutant i jeden z najbliższych przyjaciół prezydenta Meksyku Santa Anny.

## Wczesne życie
Manuel Fernández Castrillón urodził się najprawdopodobniej w Hiszpanii lub na Kubie. Po raz pierwszy spotkał Santa Annę w 1822 roku podczas walki niedaleko Veracruz w Meksyku. Był kurierem generała w kampanii przeciw połączonym wojskom hiszpańskim oraz ich sprzymierzeńcom oraz podczas meksykańskiej wojny o niepodległość 1810–1821.

## Rewolucja teksańska (1836)
Podczas rewolucji teksańskiej  Fernández Castrillón służył jako adiutant Santa Anny. Bardzo często sprzeciwiał się decyzjom Santa Anny, np. tej by natychmiast zaatakować Alamo. Wolał czekać na nadejście ciężkiej armaty, która zmieniła mury Alamo w gruz. 6 Marca 1836 roku podczas ostatniego ataku na misję Alamo Manuel Fernández Castrillón przejął dowodzenie batalionu po pułkowniku Francisco Duque i zaatakował północną ścianę Alamo.
Według José Enrique de la Pen~a, po meksykańskim zwycięstwie w Bitwie o Alamo Fernández Castrillón przyprowadził przed oblicze Santa Anna sześciu albo siedmiu Teksańczyków których wziął jako jeńców podczas zwycięskiego ataku na Alamo, prosząc o darowanie im życia. Santa Anna odpowiedział, że żadnych jeńców nie wzięto i kazał ich zabić na miejscu. Tydzień później podczas Bitwy pod Goliad, Fernández Castrillón również zaprotestował przeciw zabijaniu jeńców ale na próżno, Santa Anna kazał stracić prawie 400 Teksańczyków a ich ciała spalić, wliczając też ich dowódcę Jamesa Fannin i dlatego Bitwę pod Goliad nazywano Masakrą pod Goliad.
W kolejnej bitwie pod San Jacinto 21 kwietnia 1836, Meksykanów zaatakował Teksański Generał Sam Houston na czele 800-900 ludzi. Santa Anna miał około 1400 żołnierzy ponieważ podzielił swoją armię ścigając właśnie Houstona. Wydawało się, że na to Houston właśnie czekał i teraz natychmiast poprowadził atak na Meksykańskich żołnierzy którzy zatrzymali się na odpoczynek tysiąc jardów dalej. Armia Santa Anny nie miała żadnej możliwości wycofania się z powodu bagnistego terenu. Manuel Fernández Castrillón dzielnie trwał na stanowisku i bezskutecznie próbował wycofać oddziały spod gradu ognia Teksańczyków. Teksański Generał i Sekretarz Wojny Thomas J. Rusk próbował oszczędzić życie tego wybitnego generała. Błagał ludzi by go nie zabijać ale Manuel Fernández Castrillón jednak został postrzelony i zmarł na polu bitwy. Kilka dni po bitwie, Lorenzo de Zavala, stary przyjaciel generała odnalazł jego ciało i pochował go w jego pobliskiej posiadłości.

## Literatura
- Hardin, Stephen L.; Texian Iliad-A Military History of the Texas Revolution; University of Texas Press; ISBN 0-292-73086-1
- Roberts, R. & Olson, James S.; A Line in the Sand-The Alamo in Blood and Memory; Simon & Schuster; ISBN 0-7432-1233-9
- C. M. Bustamante, Continuación del Cuadro Histórico de la Revolución Mexicana, Vol. 4 (Mexico City: Instituto Nacional de Antropología e Historia, 1963).
- Henry Stuart Foote, Texas and the Texans (2 vols., Philadelphia: Cowperthwait, 1841; rpt., Austin: Steck, 1935).
- Jeff Long, Duel of Eagles: The Mexican and U.S. Fight for the Alamo (New York: Morrow, 1990).
- José Enrique de la Peña, With Santa Anna in Texas (College Station: Texas A&M University Press, 1975).
- Antonio López de Santa Anna et al., The Mexican Side of the Texan Revolution, trans. Carlos E. Castañeda (Dallas: Turner, 1928; 2d ed., Austin: Graphic Ideas, 1970).
- Frank X. Tolbert, The Day of San Jacinto (New York: McGraw-Hill, 1959; 2d ed., Austin: Pemberton Press, 1969).